# Saint-Amand, Manche

Saint-Amand este o comună în departamentul Manche, Franța. În 1 ianuarie 2018 avea o populație de 2.268 de locuitori.